# A Juvenile Product of the Working Class
A Juvenile Product of the Working Class è il quarto album della punk band statunitense $wingin' Utter$ pubblicato per la Fat Wreck Chords nel 1996.

## Tracce
1. Windspitting Punk
2. No Time to Play
3. Nowhere Fast
4. Keep Running
5. Sustain
6. One in All
7. Derailer
8. The Next in Line
9. Sign It Away
10. Time Tells Time
11. Almost Brave
12. Fifteenth and T
13. London Drunk
14. The Black Pint
15. Bigot's Barrel
16. A Step to Go

## Formazione
- Johnny Bonnel - voce
- Max Huber - chitarra
- Greg McEntee - batteria
- Kevin Wickersham - basso
- Darius Koski - chitarra, voce